# Nyssus insularis
Nyssus insularis is een spinnensoort uit de familie van de loopspinnen (Corinnidae).
De wetenschappelijke naam van de soort werd in 1873 als Agroeca insularis gepubliceerd door Ludwig Carl Christian Koch.